# Liste der norwegischen Meister in der Nordischen Kombination

Logo des Norges Skiforbund (Norwegischer Skiverband)

Die Liste der norwegischen Meister in der Nordischen Kombination listet die Sieger sowie die Zweit- und Drittplatzierten in der Nordischen Kombination bei den Norwegischen Nordischen Skimeisterschaften seit 1909 auf.

## Wettbewerbe
Von 1909 bis 2010 wurde lediglich ein Einzelwettbewerb ausgetragen. 2007 und 2009 wurde ein Massenstartrennen ausgetragen. Ab 1989 gab es eine Team-Konkurrenz, welche ab 1992 jährlich (außer 2005) organisiert wurde. Ab 1999 wurde ein Einzel-Sprint ausgetragen, ab 2011 ein Team-Sprint. 2013 wurde erstmals ein sogenanntes Penalty Race durchgeführt, bei dem nach einem Teamspringen ein Einzellauf stattfand.
Von 1941 bis 1945 fanden wegen des Zweiten Weltkriegs keine Norwegischen Meisterschaften statt.

## Männer

### Einzel
| Jahr      | Austragungsort        | Meister              | Vize                 | Dritter              |
| --------- | --------------------- | -------------------- | -------------------- | -------------------- |
| 1909      | Lillehammer           | Knut Holst           | Thorvald Hansen      | Lars Neby            |
| 1910      | Skien                 | Lauritz Bergendahl   | Andres Innleggen     | Lars Høgvold         |
| 1911      | Hønefoss              | Knut Holst           | Otto Tangen          | Johan Kristoffersen  |
| 1912      | Trondheim             | Lauritz Bergendahl   | Ingvald Østern       | Lars Høgvold         |
| 1913      | Hamar Brumunddal      | Johan Kristoffersen  | Lars Høgvold         | Sverre Østbye        |
| 1914      | Voss                  | Embret Mellesmo      | Johs. Gulbraa        | Ole Jerpaasen        |
| 1915      | Geithus               | Gunnar Ødegaard      | Embret Mellesmo      | Thorleif Haug        |
| 1916      | Trondheim             | Einar Søbstad        | Otto Aasen           | Lars Høgvold         |
| 1917      | Dokka                 | Ingvar Langlien      | Otto Aasen           | Thorleif Haug        |
| 1918      | Rjukan                | Otto Aasen           | Thorleif Haug        | Ragnvald Landvik     |
| 1919      | Bærum                 | Thoralf Strømstad    | Ingvar Langlien      | Thorleif Haug        |
| 1920      | Elverum               | Harald Økern         | Thoralf Strømstad    | Otto Aasen           |
| 1921      | Trondheim             | Georg Østerholt      | Otto Aasen           | Harald Økern         |
| 1922      | Gjøvik                | Thorleif Haug        | Einar Landvik        | Johan Grøttumsbråten |
| 1923      | Risør Songe           | Knut Strømstad       | Otto Aasen           | Jørgen Westlund      |
| 1924      | Voss                  | Harald Økern         | Georg Østerholt      | Otto Aasen           |
| 1925      | Trondheim             | Harald Økern         | Per O. Nilsgård      | Hagbart Haakonsen    |
| 1926      | Drammen               | Johan Grøttumsbråten | Ole Stenen           | Thorleif Haug        |
| 1927      | Lillehammer           | Ole Kolterud         | Ole Hegge            | Hagbart Haakonsen    |
| 1928      | Narvik                | Ole Stenen           | Bernt Bergehagen     | Sigurd Næstad        |
| 1929      | Kongsberg             | Hans Vinjarengen     | Johan Grøttumsbråten | Trygve Brodahl       |
| 1930      | Nidaros               | Odd Stageberg        | Ole Stenen           | Christian Holmen     |
| 1931      | Hamar                 | Ole Stenen           | Kaare Busterud       | Hans Vinjarengen     |
| 1932      | Trondheim             | abgesagt             | abgesagt             | abgesagt             |
| 1933      | Aker                  | Olav Lian            | Sverre Salamonsen    | Olaf Hoffsbakken     |
| 1934      | Porsgrunn             | Hans Vinjarengen     | Sverre Kolterud      | Olav Lian            |
| 1935      | Molde                 | Olav Lian            | Sigurd Røen          | Kåre Albinussen      |
| 1936      | Kongsvinger           | Kaare Busterud       | Bernt Østerkløft     | Thorvald Heggem      |
| 1937      | Andebu                | Olaf Hoffsbakken     | Olav Lian            | Sigurd Røen          |
| 1938      | Mo i Rana             | Magnar Fosseide      | Olav Lian            | Sigurd Røen          |
| 1939      | Kristiansand          | Gunnar Hermansen     | Reidar Karlsen       | Sverre Brenden       |
| 1940      | Raufoss               | Emil Kvanlid         | Olav Odden           | Ola Normann Bakke    |
| 1941–1945 |                       | nicht ausgetragen    | nicht ausgetragen    | nicht ausgetragen    |
| 1946      | Alvdal                | Ottar Gjermundshaug  | Eilert Dahl          | Magne Gjermundshaug  |
| 1947      | Tistedalen            | Simon Slåttvik       | Olaf Dufseth         | Eldar Hagen          |
| 1948      | Strinda               | Per Sannerud         | Ottar Gjermundshaug  | Olaf Dufseth         |
| 1949      | Steinkjer             | Simon Slåttvik       | Per Sannerud         | Ottar Gjermundshaug  |
| 1950      | Asker                 | Ottar Gjermundshaug  | Eilert Dahl          | Simon Slåttvik       |
| 1951      | Narvik                | Simon Slåttvik       | Kjetil Mårdalen      | Sverre Stenersen     |
| 1952      | Porsgrunn             | Per Gjelten          | Ottar Gjermundshaug  | Simon Slåttvik       |
| 1953      | Oslo                  | Simon Slåttvik       | Per Gjelten          | Gunder Gundersen     |
| 1954      | Strinda               | Sverre Stenersen     | Gunder Gundersen     | Kjetil Mårdalen      |
| 1955      | Trysil                | Sverre Stenersen     | Gunder Gundersen     | Tormod Knutsen       |
| 1956      | Drammen               | Sverre Stenersen     | Tormod Knutsen       | Per Gjelten          |
| 1957      | Mo i Rana             | Sverre Stenersen     | Tormod Knutsen       | Gunder Gundersen     |
| 1958      | Oslo                  | Sverre Stenersen     | Gunder Gundersen     | Kristoffer Grøtli    |
| 1959      | Porsgrunn             | Tormod Knutsen       | Gunder Gundersen     | Sverre Stenersen     |
| 1960      | Mjøndalen             | Tormod Knutsen       | Arne Larsen          | Gunder Gundersen     |
| 1961      | Rælingen              | Gunder Gundersen     | Arne Larsen          | Ole Henrik Fagerås   |
| 1962      | Skien                 | Arne Larsen          | Ole Henrik Fagerås   | Tormod Knutsen       |
| 1963      | Kristiansand          | Tormod Knutsen       | Arne Larsen          | Arne Barhaugen       |
| 1964      | Voss                  | Tormod Knutsen       | Bjørn Wirkola        | Arne Larsen          |
| 1965      | Bærum                 | Arne Larsen          | Mikkel Dobloug       | Markus Svendsen      |
| 1966      | Rena                  | Mikkel Dobloug       | Terje Kristoffersen  | Egil Nordseth        |
| 1967      | Voss                  | Markus Svendsen      | Mikkel Dobloug       | Dag Jensvold         |
| 1968      | Ørskog Bærum          | Markus Svendsen      | Mikkel Dobloug       | Kåre Olav Berg       |
| 1969      | Raufoss               | Kåre Olav Berg       | Mikkel Dobloug       | Markus Svendsen      |
| 1970      | Trondheim Meldal      | Kåre Olav Berg       | Gjert Andersen       | Egil Nordseth        |
| 1971      | Rælingen Bærum        | Kåre Olav Berg       | Odd Arne Engh        | Markus Svendsen      |
| 1972      | Trondheim Odnes       | Kåre Olav Berg       | Pål Skjetne          | Gjert Andersen       |
| 1973      | Fåvang Fåberg         | Odd Arne Engh        | Gjert Andersen       | Stein Gullikstad     |
| 1974      | Meldal                | Pål Schjetne         | Arne Bystøl          | Tom Sandberg         |
| 1975      | Rælingen              | Tom Sandberg         | Pål Schjetne         | Arne Bystøl          |
| 1976      | Fåvang                | Tom Sandberg         | Stein Gullikstad     | Odd Arne Engh        |
| 1977      | Vang                  | Tom Sandberg         | Odd Arne Engh        | Hallstein Bøgseth    |
| 1978      | Kongsberg             | Tom Sandberg         | Hallstein Bøgseth    | Arne M. Granlien     |
| 1979      | Steinkjer             | Tom Sandberg         | Hallstein Bøgseth    | Arne M. Granlien     |
| 1980      | Meldal                | Tom Sandberg         | Hallstein Bøgseth    | Arne M. Granlien     |
| 1981      | Eidsvoll              | Hallstein Bøgseth    | Knut Leo Abrahamsen  | Bjørn Bruvoll        |
| 1982      | Raufoss               | Tom Sandberg         | Espen Andersen       | Per Bjørn            |
| 1983      | Lillehammer           | Tom Sandberg         | Espen Andersen       | Geir Andersen        |
| 1984      | Hof                   | Tom Sandberg         | Geir Andersen        | Hallstein Bøgseth    |
| 1985      | Tromsø                | Geir Andersen        | Hallstein Bøgseth    | Torbjørn Løkken      |
| 1986      | Vang                  | Geir Andersen        | Torbjørn Løkken      | Espen Andersen       |
| 1987      | Kongsberg             | Torbjørn Løkken      | Arne Orderløkken     | Hallstein Bøgseth    |
| 1988      | Skien                 | Hallstein Bøgseth    | Torbjørn Løkken      | Trond Arne Bredesen  |
| 1989      | Vikersund             | Trond Einar Elden    | Bård Jørgen Elden    | Knut Tore Apeland    |
| 1990      | Fluberg               | Trond Arne Bredesen  | Trond Einar Elden    | Knut Tore Apeland    |
| 1991      | Bærum                 | Fred Børre Lundberg  | Trond Einar Elden    | Knut Tore Apeland    |
| 1992      | Molde Trondheim       | Bård Jørgen Elden    | Trond Einar Elden    | Knut Tore Apeland    |
| 1993      | Lillehammer Fluberg   | Fred Børre Lundberg  | Knut Tore Apeland    | Bård Jørgen Elden    |
| 1994      | Vegårshei Rena        | Fred Børre Lundberg  | Trond Einar Elden    | Bård Jørgen Elden    |
| 1995      | Rælingen Oslo         | Fred Børre Lundberg  | Trond Einar Elden    | Knut Tore Apeland    |
| 1996      | Stryn Meldal          | Bjarte Engen Vik     | Halldor Skard        | Trond Einar Elden    |
| 1997      | Mo i Rana Lillehammer | Bjarte Engen Vik     | Kristian Hammer      | Fred Børre Lundberg  |
| 1998      | Trondheim Meldal      | Bjarte Engen Vik     | Kristian Hammer      | Trond Einar Elden    |
| 1999      | Raufoss Rena          | Bjarte Engen Vik     | Kenneth Braaten      | Trond Einar Elden    |
| 2000      | Rena Meldal           | Bjarte Engen Vik     | Lars Andreas Østvik  | Halldor Skard        |
| 2001      | Sprova Trondheim      | Bjarte Engen Vik     | Kristian Hammer      | Kenneth Braaten      |
| 2002      | Høydalsmo Fluberg     | Jan Rune Grave       | Sverre Rotevatn      | Lars Andreas Østvik  |
| 2003      | Lillehammer           | Kristian Hammer      | Preben Fjære Brynemo | Ola Morten Græsli    |
| 2004      | Bardu Oslo            | Magnus Moan          | Jan Rune Grave       | Kenneth Braaten      |
| 2005      | Lillehammer           | Håvard Klemetsen     | Kenneth Braaten      | Ola Morten Græsli    |
| 2006      | Heddal Oslo           | Petter Tande         | Magnus Moan          | Håvard Klemetsen     |
| 2007      | Molde Lillehammer     | nicht ausgetragen    | nicht ausgetragen    | nicht ausgetragen    |
| 2008      | Trondheim             | Petter Tande         | Magnus Moan          | Håvard Klemetsen     |
| 2009      | Raufoss Gjøvik        | Magnus Moan          | Jonas Nermoen        | Ole Christian Wendel |
| 2010      | Vikersund Trondheim   | Magnus Moan          | Petter Tande         | Mikko Kokslien       |
| 2011      | Sprova Oslo           | Mikko Kokslien       | Håvard Klemetsen     | Jonas Nermoen        |
| 2012      | Voss Trondheim        | Jørgen Graabak       | Mikko Kokslien       | Magnus Moan          |
| 2013      | Rena                  | Magnus Krog          | Håvard Klemetsen     | Jan Schmid           |

### Sprint
| Jahr | Austragungsort    | Meister              | Vize              | Dritter              |
| ---- | ----------------- | -------------------- | ----------------- | -------------------- |
| 1999 | Raufoss Rena      | Jacob Gunnes         | Kristian Hammer   | Lars Andreas Østvik  |
| 2000 | Rena Meldal       | Fred Børre Lundberg  | Kristian Hammer   | Bjarte Engen Vik     |
| 2001 | Sprova Trondheim  | Kristian Hammer      | Bjarte Engen Vik  | Sverre Rotevatn      |
| 2002 | Høydalsmo Fluberg | Preben Fjære Brynemo | Petter Tande      | Sverre Rotevatn      |
| 2003 | Lillehammer       | Kristian Hammer      | Ola Morten Græsli | Preben Fjære Brynemo |
| 2004 | Bardu Oslo        | Magnus Moan          | Jan Rune Grave    | Espen Rian           |
| 2005 | Lillehammer       | Kenneth Braaten      | Ola Morten Græsli | Håvard Klemetsen     |
| 2006 | Heddal Oslo       | Jo Wesche Fossheim   | Mathias Østvik    | Espen Rian           |
| 2007 | Molde Lillehammer | Iver Markengbakken   | Jan Schmid        | Espen Rian           |
| 2008 | Trondheim         | Magnus Moan          | Håvard Klemetsen  | Espen Rian           |

### Massenstart
| Jahr | Austragungsort    | Meister      | Vize             | Dritter            |
| ---- | ----------------- | ------------ | ---------------- | ------------------ |
| 2007 | Molde Lillehammer | Jan Schmid   | Håvard Klemetsen | Iver Markengbakken |
| 2009 | Raufoss Gjøvik    | Petter Tande | Jan Schmid       | Espen Rian         |

### Penalty Race
| Jahr | Austragungsort | Meister          | Vize           | Dritter             |
| ---- | -------------- | ---------------- | -------------- | ------------------- |
| 2013 | Rena           | Håvard Klemetsen | Mikko Kokslien | Ole Martin Storlien |

### Team-Sprint
| Jahr | Austragungsort | Meister                                    | Vize                                                  | Dritter                                   |
| ---- | -------------- | ------------------------------------------ | ----------------------------------------------------- | ----------------------------------------- |
| 2011 | Steinkjer      | OpplandJonas Nermoen Mikko Kokslien        | Hedmark I.Gudmund Storlien Ole Martin Storlien        | Sør-Trøndelag I.Espen Rian Jan Schmid     |
| 2012 | Voss           | Sør-Trøndelag I.Magnus Moan Jørgen Graabak | Hedmark I.Gudmund Storlien Truls Sønstehagen Johansen | Sør-Trøndelag II. Tommy Schmid Jan Schmid |

### Team-Wettbewerb
| Jahr | Austragungsort        | Meister                                                             | Vize                                                           | Dritter                                                               |
| ---- | --------------------- | ------------------------------------------------------------------- | -------------------------------------------------------------- | --------------------------------------------------------------------- |
| 1982 |                       | Oslo                                                                |                                                                |                                                                       |
| 1983 | Mo i Rana             | OsloEspen Andersen Geir Andersen John Riiber                        | Nord-TrøndelagBjørn Bruvoll Per Morten Dahl Hallstein Bøgseth  | HelgelandTom Sandberg Hans Peter Hansen Per Harald Larsen             |
| 1984 | Kongsberg             | Nord-TrøndelagBjørn Bruvoll Per Morten Dahl Hallstein Bøgseth       |                                                                |                                                                       |
| 1985 |                       | OsloEspen Andersen John Riiber Jon Andersen                         | Vest-Finnmark                                                  | Nord-Trøndelag                                                        |
| 1986 |                       | OsloEspen Andersen John Riiber Geir Andersen                        | Nord-Trøndelag                                                 | Vest-Finnmark                                                         |
| 1987 | Steinkjer             | Nord-Trøndelag                                                      |                                                                |                                                                       |
| 1988 | Vang                  | Nord-TrøndelagBård Jørgen Elden Trond Einar Elden Hallstein Bøgseth | Oppland I.Arne Orderløkken Torbjørn Løkken Trond Arne Bredesen | Asker og Bærum I.Steinar Bjerke Aage Hagen Ansgar Danielsen           |
| 1989 | Steinkjer             | Nord-TrøndelagBård Jørgen Elden Trond Einar Elden Hallstein Bøgseth | OpplandTrond Arne Bredesen Torbjørn Løkken Arne Orderløkken    | OsloGeir Andersen Jon Andersen Christian Grimshei                     |
| 1990 |                       | Nord-TrøndelagBård Jørgen Elden Hallstein Bøgseth Erlend Gystad     |                                                                |                                                                       |
| 1991 |                       | Nord-Trøndelag                                                      |                                                                |                                                                       |
| 1992 | Molde Trondheim       | AkershusJo Morten Hagen Glenn Skram Ansgar Danielsen                | Sør-Trøndelag                                                  | Oslo                                                                  |
| 1993 | Våler                 | Nord-TrøndelagHenrik Brørs Trond Einar Elden Bård Jørgen Elden      | Troms                                                          | Sør-Trøndelag                                                         |
| 1994 | Vegårshei Rena        | Nord-TrøndelagBård Jørgen Elden Espen Vekseth Trond Einar Elden     | Akershus                                                       | Oslo                                                                  |
| 1995 | Rælingen Oslo         | TromsBjarte Engen Vik Kristian Hammer Fred Børre Lundberg           | Nord-Trøndelag                                                 | Akershus                                                              |
| 1996 | Stryn Meldal          | TromsBjarte Engen Vik Amund Johnsen Fred Børre Lundberg             | Nord-TrøndelagBård Jørgen Elden Frode Elden Trond Einar Elden  | OsloKnut Borge-Andersen Kristoff Erichsen Halldor Skard               |
| 1997 | Mo i Rana Lillehammer | Nord-TrøndelagFrode Elden Bård Jørgen Elden Trond Einar Elden       | Troms                                                          | Oslo                                                                  |
| 1998 | Trondheim Meldal      | TromsKristian Hammer Bjarte Engen Vik Fred Børre Lundberg           | Nord-Trøndelag                                                 | Nordland                                                              |
| 1999 | Raufoss Rena          | TromsBjarte Engen Vik Fred Børre Lundberg Kristian Hammer           | Telemark                                                       | Nordland                                                              |
| 2000 | Rena Meldal           | Troms                                                               | Telemark                                                       | Nordland                                                              |
| 2001 | Sprova Trondheim      | TromsBjarte Engen Vik Fred Børre Lundberg Kristian Hammer           | Nordland                                                       | Sør-Trøndelag                                                         |
| 2002 | Høydalsmo Fluberg     | Sør-TrøndelagJan Schmid Petter Tande Magnus Moan                    | Troms                                                          | Nordland                                                              |
| 2003 | Lillehammer           | Sør-TrøndelagOla Morten Græsli Magnus Moan Petter Tande             | Nordland                                                       | Oppland                                                               |
| 2004 | Bardu Oslo            | Sør-Trøndelag I.Jan Schmid Petter Tande Magnus Moan                 | Sør-Trøndelag II.Espen Rian Kai Kvaal Ola Morten Græsli        | Nordland I.Lars Andreas Østvik Joakim Klaussen Aakvik Kenneth Braaten |
| 2005 | Lillehammer           | nicht ausgetragen                                                   | nicht ausgetragen                                              | nicht ausgetragen                                                     |
| 2006 | Heddal Oslo           | Sør-Trøndelag I.Petter Tande Espen Rian Magnus Moan                 | OpplandIver Markengbakken Jonas Nermoen Mikko Kokslien         | TelemarkTorkild Rasmussen Aam Magnus Krog Jan Rune Grave              |
| 2007 | Molde Lillehammer     | Sør-Trøndelag I.Espen Rian Petter Tande Magnus Moan                 | OpplandJonas Nermoen Mikko Kokslien Iver Markengbakken         | HedmarkOle Martin Storlien Jan Christian Bjørn Håvard Kroglund        |
| 2010 | Storås Vikersund      | Sør-Trøndelag I.Andre Nyeng Olsen Espen Rian Petter Tande           | OpplandJonas Nermoen Øystein Granbu Lien Mikko Kokslien        | HedmarkHåvard Kroglund Jan Christian Bjørn Ole Martin Storlien        |
| 2011 | Trondheim             | Sør-Trøndelag I.Magnus Moan Jørgen Graabak Jan Schmid               | Hedmark I.Truls Johansen Ole Martin Storlien Gudmund Storlien  | TromsGlenn Arne Solli Kristian Hammer Thomas Kjelbotn                 |
| 2012 | Trondheim             | nicht ausgetragen                                                   | nicht ausgetragen                                              | nicht ausgetragen                                                     |
| 2013 | Trondheim             | OpplandSigmund Kielland Øystein Granbu Lien Mikko Kokslien          | Sør-Trøndelag I.Jørgen Graabak Espen Bjørnstad Magnus Moan     | HedmarkGudmund Storlien Truls Sønsthagen Ole Martin Storlien          |

## Frauen

### Gundersen

#### Winter
| Jahr | Austragungsort          | Meisterin            | Vize                 | Dritte               |
| ---- | ----------------------- | -------------------- | -------------------- | -------------------- |
| 2016 | Tolga                   | Hanna Midtsundstad   | Anna Odine Strøm     | Gyda Westvold Hansen |
| 2017 | Hamar                   | Anna Odine Strøm     | Hanna Midtsundstad   | Gyda Westvold Hansen |
| 2018 | Trysil                  | Gyda Westvold Hansen | Thea Minyan Bjørseth | Oda Leiråmo          |
| 2018 | Oslo / Beitostølen      | Gyda Westvold Hansen | Ida Marie Hagen      | Thea Minyan Bjørseth |
| 2019 | Falun / Beitostølen     | Marte Leinan Lund    | Thea Minyan Bjørseth | Hanna Midtsundstad   |
| 2019 | Falun / Beitostølen     | Gyda Westvold Hansen | Marte Leinan Lund    | Thea Minyan Bjørseth |
| 2020 | Trondheim / Beitostølen | Gyda Westvold Hansen | Marte Leinan Lund    | Hanna Midtsundstad   |
| 2020 | Trondheim / Beitostølen | Gyda Westvold Hansen | Mari Leinan Lund     | Marte Leinan Lund    |

#### Sommer
| Jahr | Austragungsort | Meisterin            | Vize               | Dritte               |
| ---- | -------------- | -------------------- | ------------------ | -------------------- |
| 2017 | Lillehammer    | Hanna Midtsundstad   | Marte Leinan Lund  | Mari Leinan Lund     |
| 2018 | Knyken         | Gyda Westvold Hansen | Hanna Midtsundstad | Thea Minyan Bjørseth |
| 2019 | Lillehammer    | Mille Moen Flatla    | Mari Leinan Lund   | Thea Minyan Bjørseth |
| 2020 | Lillehammer    | Gyda Westvold Hansen | Mari Leinan Lund   | Marte Leinan Lund    |
| 2021 | Lillehammer    | Gyda Westvold Hansen | Mari Leinan Lund   | Marte Leinan Lund    |

### Massenstart
| Jahr | Austragungsort | Meisterin            | Vize                 | Dritte             |
| ---- | -------------- | -------------------- | -------------------- | ------------------ |
| 2019 | Oslo           | Gyda Westvold Hansen | Thea Minyan Bjørseth | Hanna Midtsundstad |

### Team-Sprint
| Jahr | Austragungsort | Meister                                          | Vize                                           | Dritte                                       |
| ---- | -------------- | ------------------------------------------------ | ---------------------------------------------- | -------------------------------------------- |
| 2019 | Oslo           | Hedmark I.Gyda Westvold Hansen Marte Leinan Lund | Hedmark II.Mari Leinan Lund Hanna Midtsundstad | Oppland I.Thea Minyan Bjørseth Thea Øihaugen |